# Вольная борьба на летних Олимпийских играх 1956 — до 73 кг
Соревнования по вольной борьбе в рамках Олимпийских игр 1956 года в полусреднем весе (до 73 килограммов) прошли в Мельбурне с 28 ноября по 1 декабря 1956 года в «Royal Exhibition Building».
Турнир проводился по системе с начислением штрафных баллов. За чистую победу штрафные баллы не начислялись, за победу по очкам борец получал один штрафной балл, за поражение по очкам со счётом решения судей 2-1 два штрафных балла, со счётом решения судей 3-0 или чистое поражение — три штрафных балла. Борец, набравший пять штрафных баллов, из турнира выбывал. Трое оставшихся борцов выходили в финал, проводили встречи между собой. Схватка по регламенту турнира продолжалась 12 минут. Если в течение первых шести минут не было зафиксировано туше, то судьи могли определить борца, имеющего преимущество. Если преимущество никому не отдавалось, то назначалось четыре минуты борьбы в партере, при этом каждый из борцов находился внизу по две минуты (очередность определялась жребием). Если кому-то из борцов было отдано преимущество, то он имел право выбора следующих шести минут борьбы: либо в партере сверху, либо в стойке. Если по истечении четырёх минут не фиксировалась чистая победа, то оставшиеся две минуты борцы боролись в стойке.
В полусреднем весе боролись 15 участников. Фаворитом был чемпион мира 1954 года Вахтанг Балавадзе. Однако, он выступил ниже своих возможностей, а чемпионом мира ещё до финальных встреч стал японский борец Мицуо Икэда, в третьем круге победивший Балавадзе, а в четвёртом круге ещё одного финалиста Ибрагима Зенгина. Финальная встреча была лишь за серебряную медаль и в ней Зенгин уложил Балавадзе на лопатки.

## Призовые места
- Мицуо Икэда (JPN)
- Ибрагим Зенгин (TUR)
- Вахтанг Балавадзе (URS)

## Первый круг
| Штрафных баллов | Участник 1              | Результат   | Участник 2             | Штрафных баллов |
| --------------- | ----------------------- | ----------- | ---------------------- | --------------- |
| 0               | Митко Петков (BUL)      | Туше (9:45) | Бруно Очман (CAN)      | 3               |
| 0               | Наби Сорури (IRI)       | Туше (9:29) | Деви Сингх (IND)       | 3               |
| 1               | Мицуо Икэда (JPN)       | 3-0         | Эрни Фишер (USA)       | 3               |
| 0               | Ибрагим Зенгин (TUR)    | Туше (6:30) | Эрнст Вандаллер (AUT)  | 3               |
| 1               | Пер Берлин (SWE)        | 3-0         | Ноэль Грангер (AUS)    | 3               |
| 1               | Вахтанг Балавадзе (URS) | 3-0         | Вейкко Рантанен (FIN)² | 3               |
| 1               | Альфред Тишендорф (EUA) | 3-0         | Мухаммад Латиф (PAK)   | 3               |
| 0               | Конрад де Вилье (RSA)   | Пропускал   |                        |                 |

¹ Снялся с соревнований

² Снялся с соревнований

## Второй круг
| Штрафных баллов | Участник 1              | Результат   | Участник 2              | Штрафных баллов |
| --------------- | ----------------------- | ----------- | ----------------------- | --------------- |
| 1               | Конрад де Вилье (RSA)   | 3-0         | Митко Петков (BUL)      | 3               |
| 4               | Эрни Фишер (USA)        | 3-0         | Наби Сорури (IRI)       | 3               |
| 1               | Мицуо Икэда (JPN)       | Туше (9:50) | Деви Сингх (IND)        | 6               |
| 0               | Ибрагим Зенгин (TUR)    | Туше (4:00) | Ноэль Грангер (AUS)     | 6               |
| 1               | Пер Берлин (SWE)        | Туше (5:00) | Эрнст Вандаллер (AUT)   | 6               |
| 1               | Вахтанг Балавадзе (URS) | Туше (2:50) | Альфред Тишендорф (EUA) | 4               |
| 3               | Мухаммад Латиф (PAK)    | Пропускал   |                         |                 |

## Третий круг
| Штрафных баллов | Участник 1            | Результат | Участник 2              | Штрафных баллов |
| --------------- | --------------------- | --------- | ----------------------- | --------------- |
| 2               | Конрад де Вилье (RSA) | 3-0       | Мухаммад Латиф (PAK)    | 6               |
| 4               | Наби Сорури (IRI)     | 3-0       | Митко Петков (BUL)      | 6               |
| 1               | Ибрагим Зенгин (TUR)  | 3-0       | Эрни Фишер (USA)        | 7               |
| 2               | Мицуо Икэда (JPN)     | 3-0       | Вахтанг Балавадзе (URS) | 4               |
| 2               | Пер Берлин (SWE)      | 3-0       | Альфред Тишендорф (EUA) | 7               |

## Четвёртый круг
| Штрафных баллов | Участник 1              | Результат    | Участник 2            | Штрафных баллов |
| --------------- | ----------------------- | ------------ | --------------------- | --------------- |
| 5               | Наби Сорури (IRI)       | 3-0          | Конрад де Вилье (RSA) | 5               |
| 3               | Мицуо Икэда (JPN)       | 3-0          | Ибрагим Зенгин (TUR)  | 4               |
| 4               | Вахтанг Балавадзе (URS) | Туше (11:45) | Пер Берлин (SWE)      | 5               |

## Финал

### Встреча 1
| Штрафных баллов | Участник 1           | Результат   | Участник 2              | Штрафных баллов |
| --------------- | -------------------- | ----------- | ----------------------- | --------------- |
|                 | Ибрагим Зенгин (TUR) | Туше (8:03) | Вахтанг Балавадзе (URS) |                 |